# Gobierno de José Vicente Concha
El Gobierno de José Vicente Concha, se dio entre el 7 de agosto de 1914 y el 7 de agosto de 1918 en Colombia. Fue un gobierno parte de la Hegemonía conservadora entre 1886 y 1930.
Durante este gobierno se presentó la Primera Guerra Mundial, conflicto en el que Colombia se declaró neutral.

## Llegada al poder
El 10 de febrero de 1914, fue elegido José Vicente Concha por el Partido Conservador y el sector disidente del Partido Liberal liderado por Rafael Uribe Uribe con 300,735  votos frente a Nicolás Esguerra por la Unión Republicana (una coalición de liberales y conservadores) con 36,764 votos.Fue la primera vez desde 1860 que se eligió al presidente mediante sufragio directo, y sin distinciones económicas o de educación, en aplicación de la Reforma Constitucional de 1910.

## Gabinete ministerial
| Ministerio                         | Imagen | Nombre                              | Partido             | Inicio              | Final               | Referencias |
| ---------------------------------- | ------ | ----------------------------------- | ------------------- | ------------------- | ------------------- | ----------- |
| Ministro de Gobierno               |        | Miguel Abadía Méndez                | Partido Conservador | 7 de agosto de 1914 | 7 de agosto de 1918 |             |
| Ministro de Relaciones Exteriores  |        | Marco Fidel Suárez                  | Partido Conservador | 7 de agosto de 1914 | 1917                |             |
| Ministro de Relaciones Exteriores  |        | Marco Fidel Suárez                  | Partido Conservador | 7 de agosto de 1914 | 1917                |             |
| Ministro de Relaciones Exteriores  |        | Marco Fidel Suárez                  | Partido Conservador | 7 de agosto de 1914 | 1917                |             |
| Ministro de Relaciones Exteriores  |        | Pedro Antonio Molina                | Partido Conservador | 1917                | 1918                |             |
| Ministro de Relaciones Exteriores  |        | Pedro Antonio Molina                | Partido Conservador | 1917                | 1918                |             |
| Ministro de Relaciones Exteriores  |        | Pedro Antonio Molina                | Partido Conservador | 1917                | 1918                |             |
| Ministro de Hacienda               |        | Daniel J. Reyes                     | Partido Conservador | 7 de agosto de 1914 | 1915                |             |
| Ministro de Hacienda               |        | Diego Mendoza                       | Partido Liberal     | 1915                | 1916                |             |
| Ministro de Hacienda               |        | Tomás Surí Salcedo                  | Partido Conservador | 1916                | 7 de agosto de 1918 |             |
| Ministro del Tesoro                |        | Daniel J. Reyes                     | Partido Conservador | 7 de agosto de 1914 | 1914                |             |
| Ministro del Tesoro                |        | Pedro León Mantilla                 | Partido Conservador | 1914                | 1915                |             |
| Ministro del Tesoro                |        | Jorge Vélez                         | Partido Conservador | 1915                | 1915                |             |
| Ministro del Tesoro                |        | Hernando Holguín y Caro             | Partido Conservador | 1915                | 1915                |             |
| Ministro del Tesoro                |        | Gral. Salvador Franco               | Partido Conservador | 1915                | 1916                |             |
| Ministro del Tesoro                |        | Alfonso Robledo                     | Partido Conservador | 1916                | 1916                |             |
| Ministro del Tesoro                |        | Pedro Blanco Soto                   | Partido Conservador | 1916                | 7 de agosto de 1918 |             |
| Ministro de Guerra                 |        | Gral. Isaías Luján Torres           |                     | 7 de agosto de 1914 | 1915                |             |
| Ministro de Guerra                 |        | Guillermo Valencia                  |                     | 1915                | 1915                |             |
| Ministro de Guerra                 |        | Gral. Pedro José Berrío             |                     | 1915                | 1915                |             |
| Ministro de Guerra                 |        | Antonio José Cadavid                |                     | 1915                | 1916                |             |
| Ministro de Guerra                 |        | Salvador Franco                     |                     | 1916                | 7 de agosto de 1918 |             |
| Ministro de Instrucción            |        | Monseñor Carlos Cortés Lee (1914)   | Partido Conservador | 7 de agosto de 1914 | 1914                |             |
| Ministro de Instrucción            |        | Emilio Ferrero (1914-1918)          | Partido Conservador | 1914                | 7 de agosto de 1918 |             |
| Ministro de Agricultura y Comercio |        | Jorge Enrique Delgado (1914-1915)   | Partido Conservador | 7 de agosto de 1914 | 1915                |             |
| Ministro de Agricultura y Comercio |        | Gral. Benjamín Herrera (1915-1916)  | Partido Liberal     | 1915                | 1916                |             |
| Ministro de Agricultura y Comercio |        | Luis Montoya Santamaría (1916-1918) |                     | 1916                | 7 de agosto de 1918 |             |
| Ministro de Obras Públicas         |        | Aurelio Rueda Acosta                | Partido Conservador | 7 de agosto de 1914 | 1915                |             |
| Ministro de Obras Públicas         |        | Jorge Vélez                         | Partido Conservador | 1915                | 7 de agosto de 1918 |             |

## Política interna

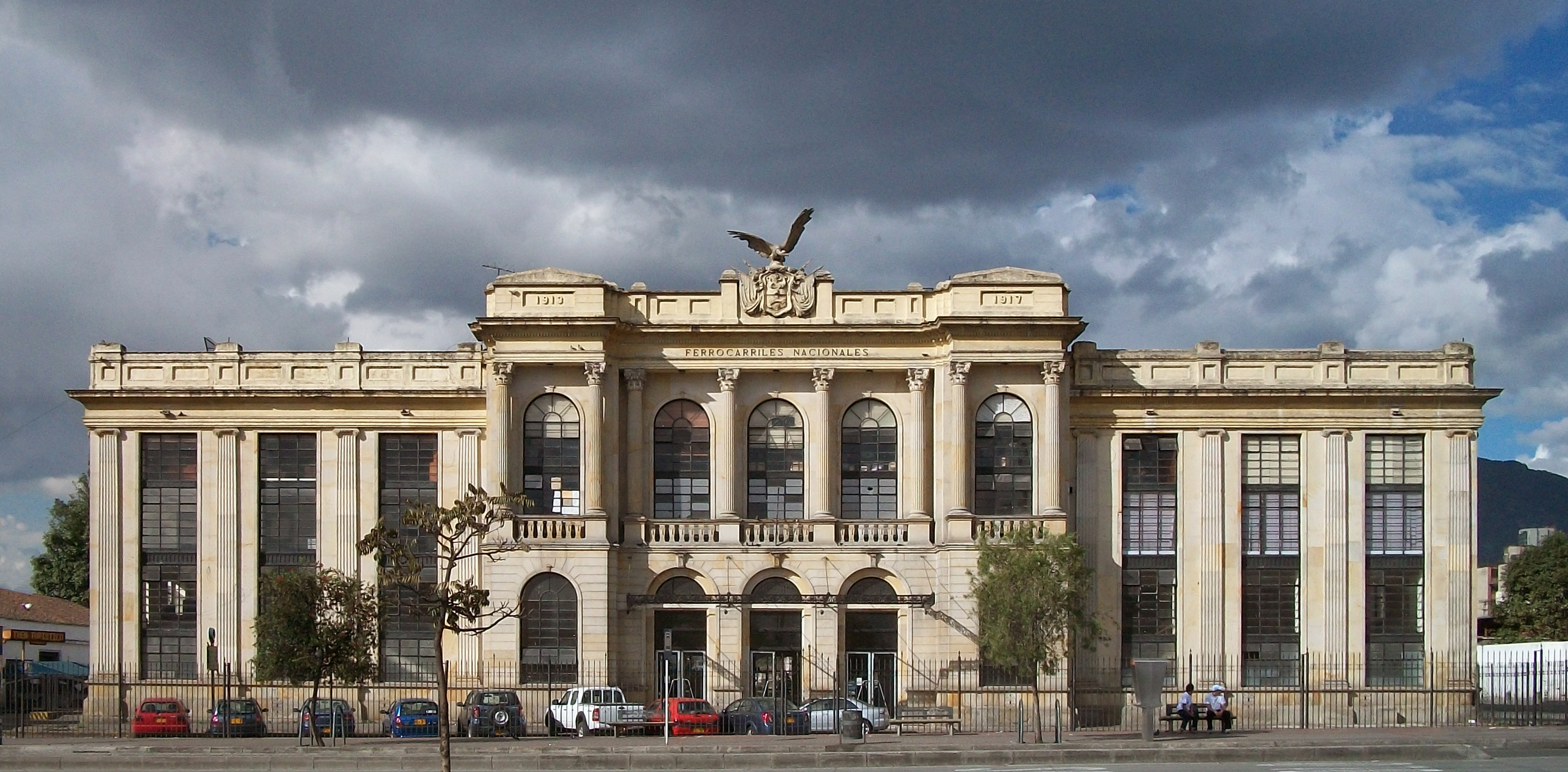
Estación de la Sabana

### Obras públicas
Se presentaron avances en la electrificación urbana y rural. Se inaugura la carretera del Noroeste.Entregó una parte del Capitolio Nacional, sede del congreso colombiano;
Fue construida la primera sede de la Academia Colombiana de la Lengua,la estación del Ferrocarril de la Sabana, Fue creada la Comisión Científica Nacional. También inició la construcción de las líneas telegráficas de Caquetá, y de Bogotá-Arauca.

## Orden público

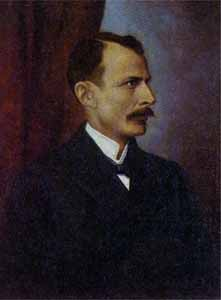
Rafael Uribe Uribe

### Asesinato de Rafael Uribe Uribe
Durante este gobierno fue asesinado Rafael Uribe Uribe el 15 de octubre de 1914, por dos humildes campesinos llamados Leovigildo Galarza y Diego Carvajal, en las escalinatas del Capitolio Nacional sin embargo no se esclarece el autor intelectual del magnicidio. 
También se presentaron atentados contra liberales y masones en Bogotá.

### Desastres naturales
En 1915 una plaga de langostas azoto a Santander. También se presentaron el terremoto en Villavicencio de 1917;temblores en Bogotá el 31 de agosto de 1917, la epidemia de gripe española de 1918, inundación en el Valle del Cauca al desbordarse el río Cauca en 1918.

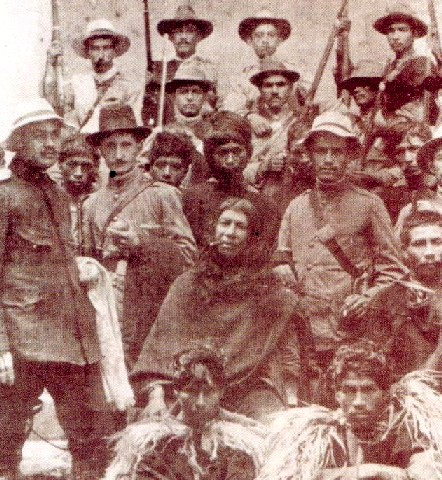
Quintín Lame (centro) detenido por la policía colombiana, junto a sus compañeros indígenas de lucha, por liderar un levantamiento rebelde agrícola en El Cofre, Cauca, en 1915

### Protestas indígenas
En este gobierno se consideró al movimiento indígena de Manuel Quintín Lame como una amenaza, al liderar la toma pacífica de Inza (Cauca) entre el 4 y el 16 de noviembre de 1916 liderando a mil quinientos indígenas. Quintín Lame fue condenado a 4 años de prisión. También se presentaron sublevaciones de indígenas en Meta, Vichada y La Guajira.

### Intento separatista de Arauca
Humberto Gómez un líder local liberal y 37 hombres cruzan la frontera desde Venezuela, el 30 de diciembre de 1916 atacan a las autoridades en Arauca, trece militares perecieron en el combate, entre ellos el comisario de Arauca, general Esteban Escallón, saquearon el tesoro público, la comisaría, el juzgado, tomaron prisioneros exigiendo rescate por su liberación,  y proclaman la República de Arauca, el 4 de febrero Gómez y sus hombres abandonaron Arauca y el 9 de febrero llegaron los contingentes enviados por el gobierno.

## Economía

### Crisis por la Primera Guerra Mundial
Los periódicos colombianos se ven afectados por la crisis de producción de papel periódico en Europa.Se desata una crisis inflacionaria en 1917.

### Exportación de café
En 1914 se inició el proceso de auge y bonanza cafetera (hasta 1934), beneficiado por el crecimiento del ferrocarril, las mejoras en comunicaciones con el exterior, entre otros factores. En este gobierno se logró que las exportaciones del café se convirtieran en la mayor actividad económica del país, superando el 50% de los ingresos de Colombia.

## Relaciones exteriores

### Colombia en la Primera Guerra Mundial
Colombia se declaró neutral en la Primera Guerra Mundial. Sin embargo en 1914, Inglaterra acusa a Colombia por violación de la neutralidad a favor de Alemania y en Bogotá se forma un comité para recoger fondos con destino a la Cruz Roja francesa. En 1917, fue aprobada una declaración en contra de la guerra submarina por Alemania.
Concha fue elegido presidente en febrero de 1914, y se posesionó el 7 de agosto de 1914, días después de iniciada la Primera Guerra Mundial, que comenzó el 28 de julio de ese año. Gracias al nombramiento de su antiguo maestro como canciller, Marco Fidel Suárez, el país logró mantener la neutralidad que él deseaba desde el comienzo. Para esto contó igualmente con el apoyo de ambos partidos político, pese a que las presiones de ambos bandos eran fuertes.
Su decisión buscaba apalear los problemas económicos mundiales que estaban afectando al país, evitar una nueva guerra tras la pérdida de Panamá casi 11 años atrás, y mantener relaciones de cordialidad con los países involucrados en la guerra, ya que la influencia alemana, francesa e inglesa aún era muy fuerte en el país.
La guerra paralizó el comercio internacional, afectando igualmente a Colombia en sus exportaciones y dejando cancelados los créditos que el país había adquirido años atrás por el gobierno colombiano para temas de desarrollo. A pesar de ello, el gobierno creó títulos valores o vales, para respaldar las obligaciones vigentes. También prescindió de consejeros internacionales para conservar la soberanía del país, pese a que la guerra requería de asesoría internacional diplomática.

### Tratado Urrutia-Thompson
Casi 10 años después de la separación de Panamá de Colombia, el gobierno de Carlos Eugenio Restrepo negoció el Tratado Urrutia-Thompson, con el que se negociaba una indemnización por las pérdidas económicas a cambio del reconocimiento de la soberanía de Panamá y el establecimiento de las fronteras entre ambos países. Concha asumió el poder días después de las negociaciones, pero jamás estuvo de acuerdo con aprobar el tratado, considerándolo una vergüenza nacional. Sin embargo comisionó al canciller del país para que entrara en las negociaciones.
Marco Fidel Suárez, plantea su teoría de la Estrella Polar (Réspice Polum).

Colombia en 1916

### Tratado Muñoz Vemaza-Suárez
En 1916 Concha envió a un emisario para que se reuniera con un homólogo de Ecuador. El 15 de julio de 1916 se firmó el Tratado Muñoz Vernaza-Suárez, entre el ministro de Relaciones Exteriores de Ecuador Alberto Muñoz Vernaza, y de Colombia, Marco Fidel Suárez, con el cual se puso fin a las controversias entre los límites geográficos de ambos países, y de acuerdo con las necesidades de cada parte. El tratado fue favorable para Colombia, ya que Ecuador cedió a su vecino los territorios correspondientes a los afluentes de los ríos Putumayo, Napo y Caquetá, que corresponde a la actual región suroccidental de Colombia. 

### Diálogos con Venezuela
Con Venezuela, Concha hizo acercamientos para también establecer límites fronterizos sobre la base de una decisión tomada por la monarquía española por medio de un laudo en 1892. Las negociaciones involucraron a emisarios de Suiza, que llegaron a la región para ayudar en la negociación de fronteras, que tendría efectos sólo hasta 1929.

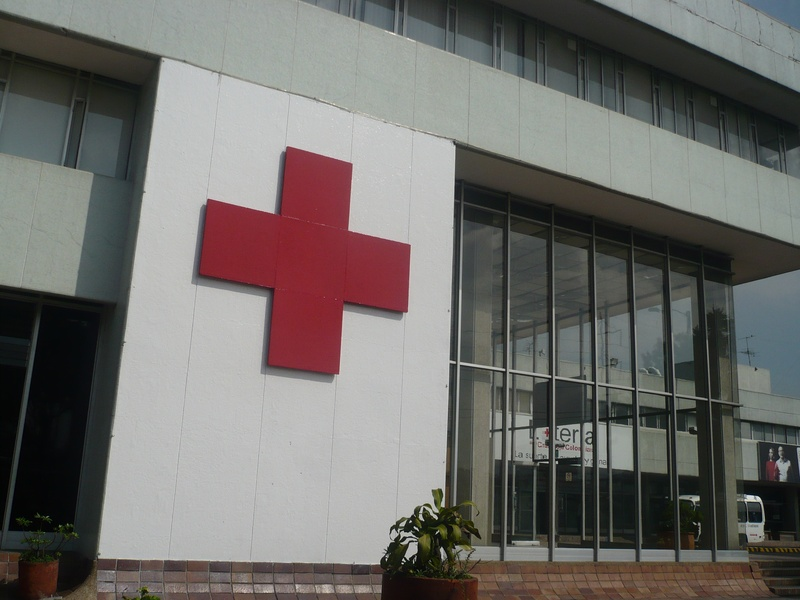
Instalaciones de la Cruz Roja Colombiana

## Sociedad
El 30 de julio de 1915, en el Teatro Colón se realiza la fundación de la Cruz Roja Colombiana.